# Грб Шипова
Грб Шипова је званични грб српске општине Шипово, усвојен 9. јуна 2014. године.
Овај симбол општине има изглед средњовјековних грбова са благо заобљеним доњим дијелом и стилизованом тврђавом на врху.

## Опис грба
Грб има облик штита. На горњем ободу налази се стилизована силуета тврђаве Соко–град, најстарије грађевине на територији општине Шипово на којој је исписан назив општине традиционалним српским писмом – Мирослављевим (фонт: Мирослављева ћирилица).
У средини доминирају стабла која су у облику стилизованог слова “Ш“ – почетног слова назива општине. Ова стабла представљају највеће природно богатство овог краја – шуме. У средини грба налази се (мањи) штит са четири оцила, што говори о националној и државној припадности људи који живе на овој територији. У дну грба, стилизованим таласима је приказано богатство овог краја воденим токовима, ријекама Плива, Јањ и Сокочница, које својом љепотом и чистоћом могу представљати ембрион будућег туристичког развоја Шипова.
Грб се у боји аплицира златном или бронзаном бојом на тамно–плавој подлози.
Грб општине се употребљава на меморандумима службених аката Општинске управе, на меморандумима службених аката Скупштине општине, у сали за одржавање сједница Скупштине општине, на згради Општине Шипово и на видним мјестима у њеним службеним просторијама. Грб Општине Шипово употребљавају јавна предузећа и јавне установе чији је оснивач Општина Шипово.